# チノミ
『チノミ』は、吉永龍太による、「吸血鬼」をテーマとしたホラー漫画。講談社『月刊アフタヌーン』2007年6月号から2008年8月号まで連載された。単行本は講談社アフタヌーンKCより全3巻が刊行された。

## あらすじ
日曜に「血」の料理を食べる人々「血飲み」が暮らす町、東八森。ある日そこで一人の女性が全身の血を抜かれ、殺されるという事件が発生した。

## 登場人物
鉈上 優一郎（なたがみ　ゆういちろう）
主人公。東八森に住む青年。21歳。フリーターである身の上に将来を不安に感じながら、漫然と平凡な日々を過ごしていた。ある日「チノミ」の噂を聞き、鉈上家の日曜に「血」の料理を食べる習慣から、自分が「チノミ」ではないかと疑い始める。そして矢島亮平の死を機に、事件の真相を追うことになる。
矢島亮平（やじま　りょうへい）
東八森に住むショップ店員。優一郎の先輩で親友。24歳。優一郎と同じく、日曜に「血」の料理を食べる習慣がある。楊原梢から「彼氏が血を欲しがる」という相談を受けた後、事件に巻き込まれ死亡する。幼い頃、「血の料理の習慣」について優一郎から相談を受け、「何かあったら俺が助けてやる」と言い、優一郎を助ける事を決意していた。
金子重美（かねこ　しげみ）
矢島の女友達（梢の親友）。24歳。矢島の死に疑問を抱くようになった際、偶然優一郎と出会う。
愛葉信也（あいば　しんや）
楊原梢の彼氏。31歳。社会に溶け込む事が出来ず、会社を退職後、梢と同棲を始める。「血飲み」の名簿を持っており、東八森をひたすら歩く事を生き甲斐としている。
楊原梢（やなぎはら　こずえ）
愛葉の彼女。24歳。自傷傾向がある。愛葉に血を与える事に疑問を思い、矢島に相談するが、後に愛葉に殺され体中の血を抜かれる。
鉄川辰夫（てつかわ　たつお）
享年98。町の名士であり、3年前に亡くなった。「血飲み」の名付け親。東八森に流れる不死の力について知っている。

## 用語解説
チノミ(血飲み)
物語の舞台である東八森に多く潜むとされる、日曜日の夕飯では必ず「血」を素材とした料理を食べなければならない人物。「チノミ」は他人に自分の正体を明かしてはならず、必ず血の料理を食さなければならないという「キマリ」があり、これを破ると「クロセビロの人」が現れ、「キマリ」を破った人物の家族全員の血を全て抜き取り「夕食」にされる。東八森付近に住む住民達のみ知っているが、一部の人間には現代に生きる吸血鬼として「チノミ」の噂が広がっている模様。
クロセビロの人
血の料理を食べる決まりを見張り、もし血を食べなかったり、他の人に「血のこと」を喋ったら、血を抜き取られその人の夕食にされると言われている。何者なのか、本当に来るのかは不明。
東八森

## 単行本
- 吉永龍太『チノミ』 講談社〈アフタヌーンKC〉、全3巻
  1. 2007年9月21日発売、ISBN 978-4-06-314470-3
  2. 2008年1月23日発売、ISBN 978-4-06-314486-4
  3. 2008年8月22日発売、ISBN 978-4-06-314522-9